# Quellensammlung zur Geschichte der deutschen Sozialpolitik 1867 bis 1914

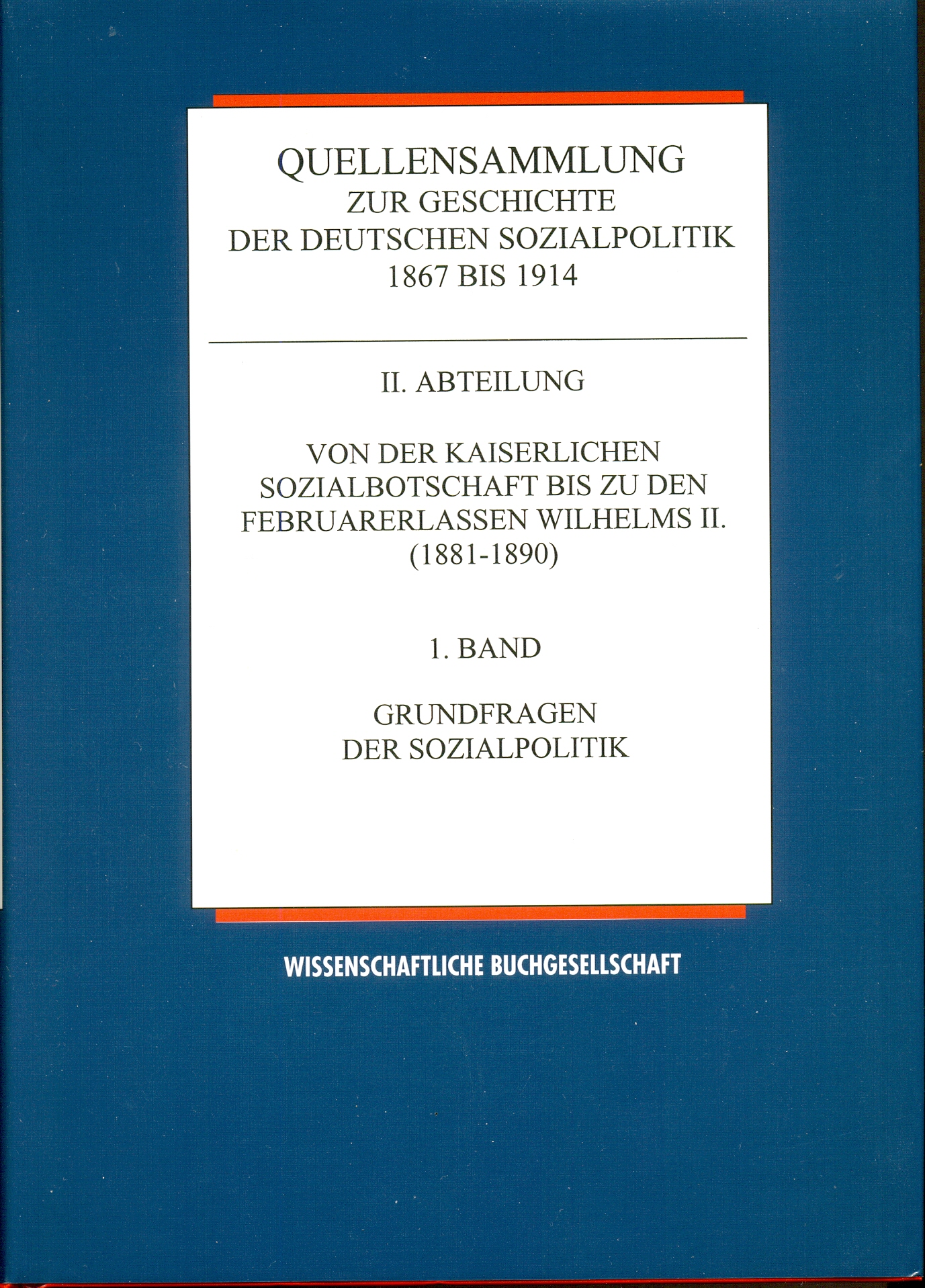
Band 1 der II. Abteilung

Die Quellensammlung zur Geschichte der deutschen Sozialpolitik 1867 bis 1914 ist ein 1949 begonnenes, mittlerweile abgeschlossenes geschichtswissenschaftliches Langzeitvorhaben der Akademie der Wissenschaften und der Literatur in Mainz.

## Die Edition
Das Projekt dokumentiert in ausgewählten Quellentexten die Entstehung des deutschen Sozialstaats. Die 35 Quellenbände (plus vier Beihefte) sind mit rund 5.500 Quellentexten auf etwa 21.000 Textseiten bereits im Druck erschienen. Die „Quellensammlung“ ist damit die umfangreichste Quellenedition zur Geschichte des 19. Jahrhunderts in Deutschland und in der Dokumentation der Entstehung des Sozialstaats weltweit einmalig.
In der Quellensammlung werden wichtige Quellen ediert, an denen sich die Entstehung und Entwicklung des modernen Sozialstaats in Deutschland im 19. und im beginnenden 20. Jahrhundert nachzeichnen lässt. Die zuvor überwiegend unbekannten und meist in Ministerialakten ermittelten Quellentexte bieten darüber hinaus grundlegende Informationen zur Diskussion der sozialen Frage im Allgemeinen und Fragen der sozialen Sicherung im Besonderen, insbesondere zur Sozialversicherung (Kranken-, Unfall- und Rentenversicherung), aber auch Fragen der Frauen- und Kinderarbeit, der Arbeitssicherheit und zum Arbeitsrecht.
Die Entstehung und Implementierung der Bismarckschen Sozialversicherung mit den Bereichen Unfallversicherung, Krankenversicherung und Rentenversicherung ist in insgesamt neun Quellenbänden dokumentiert; ebenso die Themengebiete Armenpflege, Arbeitsrecht und Arbeiterschutz in jeweils drei Bänden.
Die Quellen – pro Band zwischen 77 und 342 Dokumente – werden mit erläuternden Anmerkungen geboten, die meist Hinweise auf weitere Quellen enthalten. Die Bände werden durch umfangreiche Personen-, Orts- und Sachregister erschlossen.
Unter eingehender Auswertung der Quellenbände erschien 2021 zum Abschluss des Projekts unter dem Titel „Sozialstaat im Werden“ eine zweibändige Monografie.
Die „Quellensammlung zur Geschichte der deutschen Sozialpolitik“ war zuletzt am Fachbereich Humanwissenschaften der Universität Kassel angesiedelt. Projektleiter war bis 2015 Florian Tennstedt, danach hat Wolfgang Ayaß die Leitung übernommen.

## Die Digitale Edition
Alle Bände der Quellensammlung sind als PDFs verfügbar.

## Die einzelnen Quellenbände
Die Edition ist zeitlich in sog. Abteilungen gegliedert, die jeweils sieben bis zehn Bände umfassen. Ein Einführungsband erschien bereits 1966.
I. Abteilung. Von der Reichsgründungszeit bis zur Kaiserlichen Sozialbotschaft (1867–1881):
1. Band: Grundfragen staatlicher Sozialpolitik. Die Diskussion der Arbeiterfrage auf Regierungsseite vom preußischen Verfassungskonflikt bis zur Reichstagswahl von 1881 (1994)
2. Band: Von der Haftpflichtgesetzgebung zur ersten Unfallversicherungsvorlage (1993)
3. Band: Arbeiterschutz (1996)
4. Band: Arbeiterrecht (1997)
5. Band: Gewerbliche Unterstützungskassen (1999)
6. Band: Altersversorgungs- und Invalidenkassen (2002)
7. Band: Armengesetzgebung und Freizügigkeit (2000, 2 Halbbände)
8. Band: Grundfragen der Sozialpolitik in der öffentlichen Diskussion: Kirchen, Parteien, Vereine und Verbände (2006)

II. Abteilung. Von der Kaiserlichen Sozialbotschaft bis zu den Februarerlassen Wilhelms II. (1881–1890):
1. Band: Grundfragen der Sozialpolitik. Die Diskussion der Arbeiterfrage auf Regierungsseite und in der Öffentlichkeit (2003)
2. Band: 1. Teil: Von der zweiten Unfallversicherungsvorlage bis zum Unfallversicherungsgesetz vom 6. Juli 1884 (1995); 2. Teil: Die Ausdehnungsgesetzgebung und die Praxis der Unfallversicherung (2001)
3. Band: Arbeiterschutz (1998)
4. Band: Arbeiterrecht (2008)
5. Band: Die gesetzliche Krankenversicherung und die eingeschriebenen Hilfskassen (2009)
6. Band: Die gesetzliche Invaliditäts- und Altersversicherung und die Alternativen auf gewerkschaftlicher und betrieblicher Grundlage (2004)
7. Band: Kommunale Armenpflege (2015)

III. Abteilung. Ausbau und Differenzierung der Sozialpolitik seit Beginn des Neuen Kurses (1890–1904):
1. Band: Grundfragen der Sozialpolitik (2016)
2. Band: Die Revision der Unfallversicherungsgesetze und die Praxis der Unfallversicherung (2009)
3. Band: Arbeiterschutz (2005)
4. Band: Arbeiterrecht (2012)
5. Band: Die gesetzliche Krankenversicherung (2012)
6. Band: Die Praxis der Rentenversicherung und das Invalidenversicherungsgesetz von 1899 (2014)
7. Band: Armenwesen und kommunale Wohlfahrtspolitik (2016)

IV. Abteilung. Die Sozialpolitik in den letzten Friedensjahren des Kaiserreiches (1905–1914):
1. Band: Das Jahr 1905 (1982)
2. Band: Das Jahr 1906 (1987)
3. Band: 1. Teil: Das Jahr 1907 (1994); 2. Teil: Das Jahr 1908 (1995); 3. Teil: Das Jahr 1909 (1997); 4. Teil: Das Jahr 1910 (2004)
4. Band: 1. Teil: Die Jahre 1911–1914 (1993); 2. Teil: Die Jahre 1911–1914 (1998); 3. Teil: Die Jahre 1911–1914 (2002); 4. Teil: Die Jahre 1911–1914 (2008)

## Zitierhinweis
Die einzelnen Bände der „Quellensammlung“ sollten so zitiert werden (Beispiel):
- Quellensammlung zur Geschichte der deutschen Sozialpolitik 1867 bis 1914, II. Abteilung (1881–1890), 3. Band: Arbeiterschutz, bearbeitet von Wolfgang Ayaß, Darmstadt 1998, Nr. 23.
  - (abgekürzt bei wiederholtem Zitat): Quellensammlung Geschichte Sozialpolitik, II. Abt., 3. Bd., Nr. 23.